# 主教宫画廊

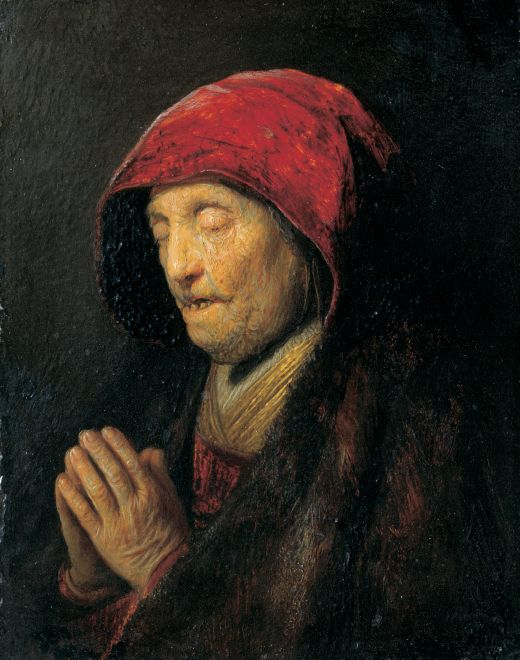
祈祷的老妇人，伦勃朗，1629/30

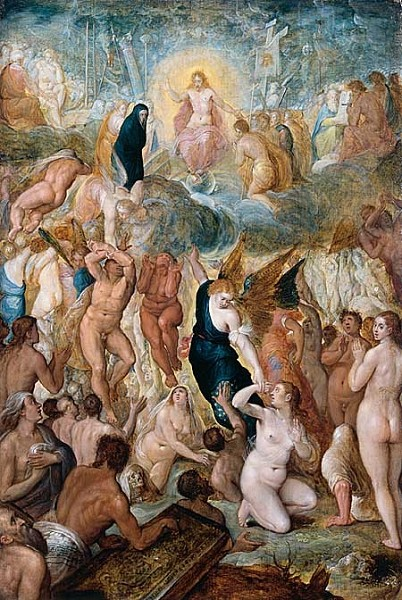
最后的审判，1605/1610

主教宫画廊（Residenzgalerie）是奥地利萨尔茨堡主教宫内的画廊，收藏16-19世纪绘画，其中包括伦勃朗等人的作品。
主教宫画廊原为采邑主教的收藏。拿破仑战争期间曾遭到洗劫。哈布斯堡时期，又有许多藏品从萨尔茨堡转移到维也纳。  
第一次世界大战战后，由于一群萨尔茨堡艺术家的提议，主教宫画廊于1923年开放。亦参与萨尔茨堡音乐节。
主教宫画廊与维也纳的列支敦士登博物馆、维也纳美术学院，以及米兰的波尔迪·佩佐利美术馆均为“私人艺术收藏”成员。